# Michaił Iwanow (1919–1996)
Michaił Iwanowicz Iwanow (ros. Михаил Иванович Иванов, ur. 4 września 1919 we wsi Chołm w guberni smoleńskiej (obecnie w obwodzie smoleńskim), zm. 9 maja 1996 w Moskwie) – radziecki lotnik wojskowy, Bohater Związku Radzieckiego (1945).

## Życiorys
Do 1937 skończył 7 klas szkoły i przeniósł się do Rublowa (obecnie część Moskwy), 1937–1940 pracował jako elektryk monter w fabryce samochodów im. Stalina, w 1939 ukończył aeroklub w Moskwie. Od marca 1940 służył w Armii Czerwonej, w czerwcu 1941 skończył wojskową lotniczą szkołę pilotów w Borisoglebsku i został lotnikiem rezerwowego pułku lotniczego w Czeboksarach, od marca do grudnia 1941 był lotnikiem rezerwowego pułku lotniczego w Iwanowie, a od stycznia do maja 1943 783 pułku lotnictwa szturmowego w Moskiewskim Okręgu Wojskowym. Od sierpnia 1943 do maja 1945 uczestniczył w wojnie z Niemcami jako lotnik, starszy lotnik i dowódca klucza 657 pułku lotnictwa szturmowego, od sierpnia 1943 do stycznia 1944 walczył na Froncie Zachodnim, od czerwca do września 1944 1, a od października 1944 do maja 1945 2 Froncie Białoruskim, brał udział w operacji spas-demienskiej, smoleńskiej, bobrujskiej, mińskiej, osowieckiej, mławsko-elbląskiej, wschodniopruskiej i berlińskiej. Jako dowódca klucza 657 pułku lotnictwa szturmowego 196 Dywizji Lotnictwa Szturmowego 4 Korpusu Lotnictwa Szturmowego 4 Armii Powietrznej  2 Frontu Białoruskiego w stopniu starszego porucznika wykonał 96 lotów bojowych, prowadząc naloty na siłę żywą i technikę wroga. Po wojnie do kwietnia 1948 dowodził kluczem w pułkach lotniczych w Północnej Grupie Wojsk w Polsce, w 1949 ukończył wyższą szkołę oficerską w Krasnodarze i został szturmanem (nawigatorem) eskadry i później pomocnikiem dowódcy pułku lotniczego na Sachalinie, 1956–1958 służył w Kijowskim Okręgu Wojskowym, po czym został zwolniony do rezerwy w stopniu majora. W 1955 otrzymał tytuł lotnika wojskowego 2 klasy.

## Odznaczenia
- Złota Gwiazda Bohatera Związku Radzieckiego (18 sierpnia 1945)
- Order Lenina (18 sierpnia 1945)
- Order Czerwonego Sztandaru (dwukrotnie – 6 października 1943 i 30 kwietnia 1945)
- Order Wojny Ojczyźnianej I klasy (dwukrotnie – 14 grudnia 1944 i 11 marca 1985)
- Order Wojny Ojczyźnianej II klasy (dwukrotnie – 20 września 1944 i 12 maja 1945)
- Order Czerwonej Gwiazdy (21 sierpnia 1953)
- Medal „Za zasługi bojowe” (15 listopada 1950)

I inne medale ZSRR oraz medal polski.